# Antonio Bazzini

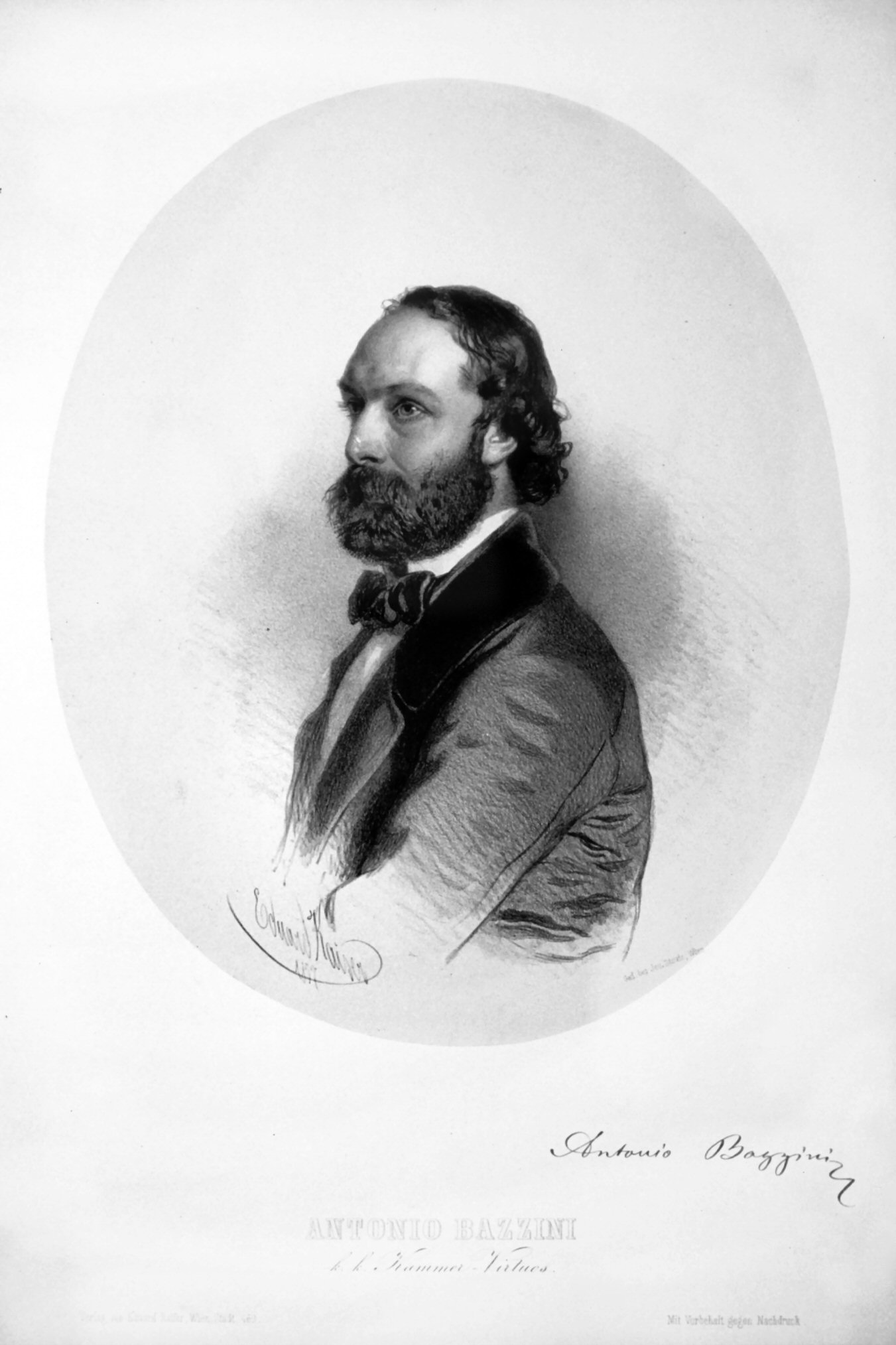
Antonio Bazzini, Lithographie von Eduard Kaiser, 1857

Antonio Bazzini (* 11. März 1818 in Brescia; † 10. Februar 1897 in Mailand) war ein italienischer Komponist, Violinist und Musikpädagoge. Er wurde als Geigenvirtuose international bekannt und unterrichtete später am Mailänder Konservatorium. Zu seinen bekanntesten Werken zählt das Violinstück La ronde des lutins.

## Leben
Antonio Bazzini erhielt seine musikalische Ausbildung bei Faustino Camisani (1772–1830) und trat im Alter von zwölf Jahren erstmals öffentlich als Violinist auf. Ab 1842, gefördert von Niccolò Paganini, unternahm er Konzertreisen durch Europa und wurde dabei unter anderem in Deutschland bekannt. Verdient machte sich Bazzini auch durch seine Bemühungen um die Einführung deutscher Instrumentalmusik in Italien. Ab 1852 lebte er in Paris, von wo aus er seine Konzertreisen fortsetzte. Eine letzte Konzertreise führte ihn 1864 durch die Niederlande. 1873 wurde er Professor für Komposition am Mailänder Konservatorium, zu seinen bedeutendsten Schülern zählten Pietro Mascagni und Giacomo Puccini. 1882 übernahm er die Leitung des Konservatoriums.

## Werke (Auswahl)
Von ihm stammen mehrere Streichquartette, Violinkonzerte, Ouvertüren und Symphonien, sowie die Oper Turanda (Mailand, 1867). Für die von Verdi angeregte Messa per Rossini komponierte Bazzini das dritte Stück, Dies Irae. Außerdem hinterließ er eines der wichtigsten Stücke der virtuosen Geigenliteratur, den Tanz der Kobolde op. 25 („La Ronde des Lutins“).